# Wjatscheslaw Petrowitsch Artjomow

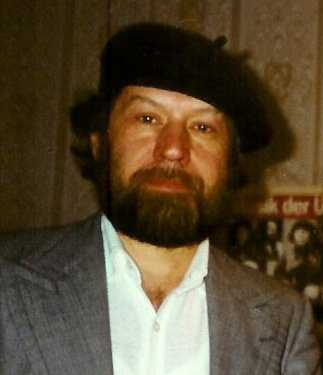
Wjatscheslaw Petrowitsch Artjomow 1989

Wjatscheslaw Petrowitsch Artjomow (russisch Вячеслав Петрович Артёмов, wiss. Transliteration Vjačeslav Petrovič Artëmov; * 29. Juni 1940 in Moskau) ist ein sowjetisch-russischer Komponist.

## Biographie
Mit sechs Jahren erhielt Artjomow ersten Klavierunterricht von seinem Vater, einem Musiklehrer. Mit 18 Jahren begann er zu komponieren. Nach Abschluss der Schule studierte er zunächst Mathematik und Physik an der Moskauer Universität, bevor er von 1962 bis 1968 am Moskauer Konservatorium Komposition studierte. Dort besuchte er zunächst die Kompositionsklasse von Sergei Balassanjan, bevor er in die Klasse von Nikolai Sidelnikow wechselte.
Im Jahre 1975 gründete Artjomow gemeinsam mit den Komponisten Wiktor Suslin und Sofia Gubaidulina das Improvisationsensemble Astreja. Die Komponisten improvisierten in wöchentlichen Treffen auf Folkloreinstrumenten, um dadurch Anregungen für ihre kompositorische Arbeit zu erhalten. Das Ensemble bestand bis in das Jahr 1981 und löste sich mit der Emigration Suslins nach Deutschland auf.
Nachdem die Elegiensinfonie im Jahre 1977 in Köln auf dem Festival „Begegnung mit der Sowjetunion“ aufgeführt wurde, wurde Artjomow gemeinsam mit sechs anderen in Köln aufgeführten Komponisten („Chrennikows Sieben“) öffentlich vom Vorsitzenden des sowjetischen Komponistenverbandes, Tichon Chrennikow, kritisiert. Diese Kritik hatte allerdings keine schwerwiegenden Auswirkungen auf seine weitere Karriere.
Internationale Aufmerksamkeit erregte Artjomow insbesondere durch sein Requiem, das 1988 in Moskau uraufgeführt wurde. Daraufhin wurden seine Sinfonien The Morning Star arises und Gentle Emanation unter der Leitung von Mstislaw Rostropowitsch in London und Washington uraufgeführt.
Artjomow komponierte eine Vielzahl von Werken für Schlagzeugensemble, ebenso Kammermusik, Werke für Soloinstrumente und Orchesterwerke. Die Werke Artjomows erscheinen in den Musikverlagen Sikorski (Hamburg) und Muzyka (Moskau).
Er ist mit der Dichterin Walerija Ljubezkaja verheiratet und lebt in Moskau.

## Werke (Auswahl)
- In Memoriam (1968, 1984) (Sinfonie mit Violin solo)
- Elegiensinfonie (1977) (Sinfonie mit Sologeigen)
- Requiem (1988)
- Totem (1976) (Werk für Schlagzeugensemble)
- Symphony of the Way (Sinfonische Tetralogie):
  - Way to Olympus (1978, 1984)
  - The Morning Star arises (1993)
  - On the Threshold of a Bright World (1990, 2002)
  - Gentle Emanation (1991, 2008)

## Filmografie
- 1983: Abschied von Matjora (Прощание)
- 1987: Spasite nashi dushi